# Maja írás

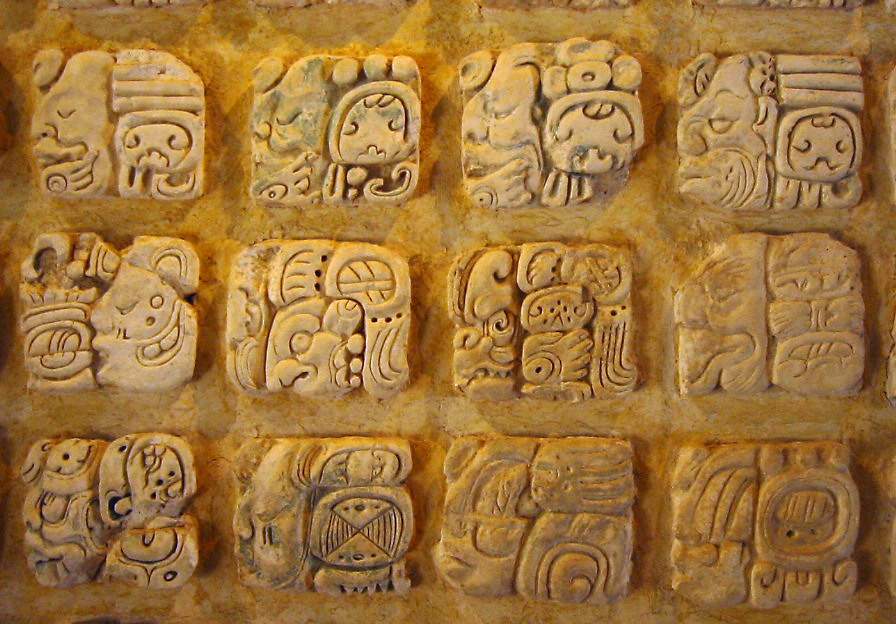
Maja hieroglifák stukkóban Palenque múzeumában

A maja írás, vagy a maja hieroglifák a Kolumbusz előtti Közép-Amerika maja civilizációjának írásrendszere volt. Mára túlnyomórészt sikerült megfejteni.

## Kialakulása és főbb jellemzői
A maja hieroglifák (és a velük szoros összefüggésben álló maja naptár) kifejlesztése a maja civilizáció a preklasszikus korából a klasszikus korba történő átmenet társadalmi és politikai fejleményeiig vezethető vissza. Ekkor vált fontossá, hogy hangsúlyozzák a törvényes, dinasztikus leszármazást, a szent királyság, az isteni eredet koncepcióját a maja államokban, az egyes uralkodók elhelyezését a szent időrendben.
A maja hieroglifák nem hasonlíthatóak a világ egyetlen ősi írásrendszeréhez sem 
gazdagságuk és vizuális kidolgozottságuk miatt. A fennmaradt maja írást az egyik legjelentősebb maja nyelvcsoport, a csolti nyelv fejlesztette
ki valamikor a középső preklasszikus korban. Később más csoportok is átvették, például a jukaték-maja nyelven beszélő északi maják, de a királyi feliratok az egész maja kultúrkörben csolti nyelven íródtak, vagyis ez lehetett az elit által használt, magas presztízsű nyelv.
A maja írást alkalmazó legkorábbi feliratokat az i. e. 3. századból találták a mai San Bartolomeo, Guatemala területén. Az írás folyamatosan használatban volt a spanyol konkvisztádorok érkezéséig, illetve amíg spanyol hittérítők ki nem szorították azt a használatból.

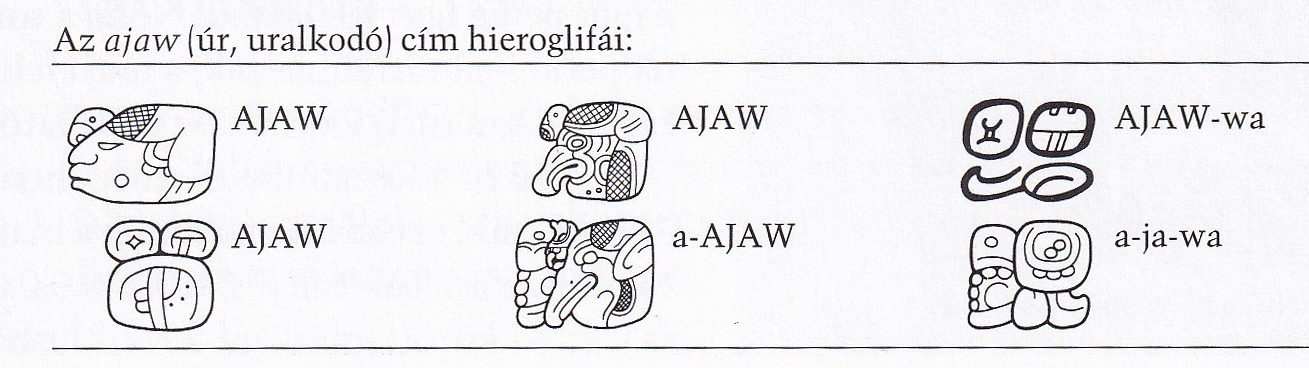
Az ayaw szó különböző megjelenítései a maja írásban. Jelentésük, kiejtésük egyforma

A maja hieroglif írás fonetikai alapjának, a megfejtés kulcsának felfedezése nagyrészt az orosz Jurij Valentyinovics Knorozov érdeme, s ez adta meg a kulcsot az írás megfejtéséhez. Más hieroglafikus írásokhoz hasonlóan ugyanis a maja is kevert rendszerű, egyes jelek egész szavakat takarnak (logogrammák), mások azonban csak szótagokat és magánhangzókat. A rendszer bonyolultsága részben a különböző helyeken alkalmazott különböző helyesírási szabályokból fakad, amelyek értelmében ugyanazt a kifejezést gyakran számos különböző formában is leírhatták. Például az aiaw (úr, uralkodó) szó
leírható
- egyetlen logogrammával (számtalan variációban)
- egy logogrammával, amelyet kiegészítettek a kiolvasásához szükséges fonetikai kulcsot adó szótaggal
- több szótagból megalkotva (és a szótagok gyakran maguk is többféle jelből rakódnak össze).

Az egyes jelek grafikája is változatos lehet, előfordul, hogy az egyik „beékelődik” a másikba, de ettől még ugyanúgy kell mindkettőt kiolvasni.
A rendszer soha nem használt többet egyszerre ötszáz jelnél, amelyek közül a leggyakoribb háromszázat a 21. század elejére már sikerült megfejteni, de a részletek kutatása tovább folytatódik.

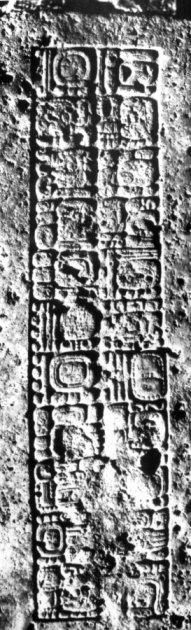
Egy maja felirat a Naranjo lelőhelyről, Itzamnaaj K'awil király (784-810) uralkodásáról

## Eredete, története
Korábban a szakértők úgy tartották, hogy a maja írás az olmék írásból alakult ki. A legújabb kutatások azonban több évszázaddal visszatolták a maja írás kialakulásának idejét, így lehetségesnek látszik, hogy a maják maguk hozták létre írásukat Közép-Amerikában.
A maja írást a spanyol gyarmati időszak elején is ismerték és használták, néhány spanyol pap is megtanulta. Később azonban Diego de Landa püspök a pogány vallás elleni hadjárata során összegyűjtette és megsemmisíttette az összes elérhető maja írást, kódexet. Annak érdekében, hogy maja nyelven folytathassa térítő tevékenységét, tolmács segítségével összeállított egy maja „ábécét”. Mivel azonban a maja írás nem betűírás, az általa rögzített jelek szótagjelek lettek, ami céljaira használhatatlannak bizonyult, ezért a korai kutatók azt nonszenszként vetették el. Knorozov ismerte fel, hogy Diego de Landa „ábécéje” szótagjeleket tartalmaz, így a püspök műve végül mégis hozzájárulhatott a maja írás megfejtéséhez.
Landa ugyancsak részt vett a legelterjedtebb maja nyelvjárás, a jukaték-maja nyelv latin betűs ortográfiájának megalkotásában. Később még mintegy 30 különböző latin ábécé készült a maja nyelvekre.
Csak négy maja kódex vészelte túl a konkvisztádorok pusztítását eddigi ismereteink szerint. A legtöbb maja írású szöveg kerámiákon, épületeken, sírokon maradt fenn.
Az írásrendszer a 16. század végére feledésbe merült. A maja romvárosok felfedezése azonban a 19. században újra felkeltette az érdeklődést iránta.

## A maja írás szerkezete
A klasszikus korban használt maja írás úgynevezett logoszillabikus írás, mely több elemből állt annak megfelelően, hogy az egyes írásjelek vagy grafémák a nyelv milyen egységét jelölték. A jelek legnagyobb csoportja egy-egy önálló morfémát jelölt, vagyis a nyelv legkisebb jelentéssel bíró egységét, amelyhez kapcsolódhattak más ún. kötött morfémák. Ezen jeleket logogrammáknak nevezik. A legtöbb önálló morféma egyszótagú volt (CVC – mássalhangzó + magánhangzó + mássalhangzó), mint b'ak, kan, tun, de akadtak több szótagú morfémák is, mint k'ihnich, b'ahlam vagy ak'b'al, melyeket szintén egy-egy logogramma jelölt.
A jelek következő nagy csoportja a kezdő mássalhangzóból és végső magánhangzóból álló nyílt szótagokat jelölte (vagyis CV – mássalhangzó + magánhangzó). Ezeket ma szillabogrammáknak nevezik. A klasszikus kori maja nyelv, hangkészletéből adódóan 95 nyílt szótaggal rendelkezett – mint például ka, ke, ki, ko, ku – amit viszont jóval több CV típusu szillabogrammával jelölt, ami a nem teljesen kanonizált írásrendszer egyik sajátossága. Jelenleg a lehetséges 95 CV szótagból 7 nincs igazolva, a fennmaradó 88 szótagot pedig közel 300 szillabogramma jelölheti, beleértve ugyanazon jel időbeli és területi változatait is.

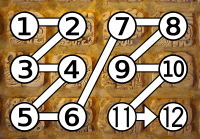
A maja feliratokat leggyakrabban két oszlopba írták, és azokat balról jobbra, fentről lefelé kell olvasni

Az írás elemeinek harmadik csoportját a determinánsok alkották, melyek egy adott morféma egy bizonyos morféma-csoporthoz tartozását jelölték. Ezidáig egyetlenegy ilyen elemről tudunk biztosan, az ún. kartusról amelyet a 260 napos maja naptár neveit jelölő logogrammák alá írták, jelezve, hogy ezáltal egy naptári nap nevéről van szó.
A negyedik csoportot egy diakritikai jel alkotja, eleddig önmagában, amely két egymás mellé/felé írt pontból állt, amelyet a legtöbbször egy adott szillabogramma (mindig CV típusú) elé, a bal felső sarokba írtak és kettőzést jelentett.
Minden írásrendszer sajátossága az, hogy bizonyos fonetikai vagy morfológiai elemeket nem jelöl. Ennek mértéke változhat, úgymint a magánhangzókat jószerivel nem jelölő, klasszikus arab mássalhangzó rendszertől, a hosszú magánhangzókat jórészt nem jelölő ékírásig. A maja sem volt ebben kivétel, és ma már elfogadott, hogy két mássalhangzó találkozásakor az első mássalhangzót soha, vagy csak nagyon ritkán írták le, csakúgy mint a szóvégi h, j, w, x, l, n és ' (gégezárhang) fonémákat. Ebből következően nagyon sok szó csak a nyelvészeti rekonstrukció segítségével válik érthetővé.
A maja írást használó írnokok számos módon leírhattak egy-egy szót, de az általános gyakorlat az volt, hogy az önálló morfémákat logogrammákkal, míg az egyes ragokat szótagjelekkel írták mint
'u-CHOK-wa/uchok[o]w~szétszórta
CHUM-wa-ni/chumwan~leült
ahol CHOK és CHUM tárgyas igetövek, illetve önálló morfémák/logogrammák is egyben;
míg például
-wa/-[o]w~rag
-wa-ni/-wan~rag
három kötött, tehát egyedül nem álló morfémát jelöltek, és szillabogrammákkal írták le őket.
Mivel a legtöbb klasszikus kori maja nyelvben lévő szó mássalhangzóra végződött, ezért az utolsó nyílt szótagjel magánhangzóját nem 'olvasták', noha akadt számos olyan eset, ahol ez a szabály nem volt érvényes, ezt persze a maja írnokok fejből tudták, ám ma ez néha problémát okoz.
Az írásrendszer nem jelölt minden fonetikai vagy morfológiai elemet, ezért számos esetben probléma van egy adott szó rekonstruálásával, ezért epigráfusok az első lépésben csak az egyes maja jeleket írják át (transzliteráció, fekete nagy vagy kisbetűk, az előbbiek a logogrammáknak, az utóbbiak a szótagjeleknek felelnek meg) majd különböző módon rekonstruálják a kiejtést (transzkripció, amit dőlt betűk jelölnek).
Maja epigráfusok körében jelenleg az egyik legvitatottabb téma az ún. szinharmónia-diszharmónia problematika. Ennek lényege, hogy az egy szótagú morfémákat két CV vagy egy CVC-CV típusú grafémával írták-e, ahol a legtöbb esetben a magánhangzók azonosak voltak, így:
pa-ta~pat
CH'OK-ko~ch'ok
Azonban számos esetben előfordult, hogy a magánhangzók értéke nem volt azonos, mint például:
tu-ni
pa-ti
Az előbbi jelenséget a kutatók szinharmónia, az utóbbit diszharmónia néven tartják számon. Számos magyarázat közül ma az látszik legvalószínűbbnek, hogy a diszharmóniával írt szavak egyes esetekben a magánhangzók hosszúságát vagy egy gégezárhangot jeleztek, így az előző példákat figyelembe véve tuun (vagy ahogy a magyar írásrendszerben jelölik: tún) illetve paat (pát) lenne a helyes kiejtés. Habár ez a biztosnak látszó elmélet jelenleg megdőlni látszik, annyi bizonyos, hogy a szinharmónia-diszharmónia jelensége fontos volt, hiszen gyakorlatilag az egész periódusban fennállt.
Az írásrendszer azonban változott, nemcsak koronként, hanem egyik városról a másikra is. A legfontosabb vonása az volt, hogy a szillabogrammák aránya a 600-as évektől kezdve egy-egy szövegben elérhette a 80%-os arányt is, ám ezek általában nem publikus, hanem magánhasználatra készült műtárgyakon jelentek meg, illetve idézett szövegek voltak, ami arról tanúskodik, hogy különböző műfajokban a grafémák aránya eltérő volt. A publikus szövegeken a CVC, illetve CV típusu jelek aránya 53-47% között volt, és ez jószerével így is maradt a 400-as évektől egészen a 900-as évekig, ami nagyfokú konzervativizmusról tanúskodik, kivéve a Yukatán-félsziget északnyugati részét, ahol a szillabogrammák aránya folyamatosan növekedett az ott jelenlévő nyelvi diglosszia következtében.
Az összes katalogizált graféma száma 750 és 800 körül van, ám egy írnok valószínűleg soha nem használt többet egyszerre 400-nál, sőt a legtöbbször 200 is elegendő volt egy adott szöveg lejegyzésére. A jelek azonban sokszor átalakultak mind formailag, mind jelentésüket tekintve, illetve egyes jelek kombinációja következtében új grafémák születtek. Mégis, körülbelül 85 jel, érdekes módon szillabogrammák, végig használatban maradt a legkorábbi időszaktól egészen a 16. századig. 514 és 534 között körülbelül 50 új graféma jelent meg, ami arra vall, hogy ekkor egy nagyobb arányú reform zajlott le, csakúgy mint 654 és 714 között, amikor 80 új jellel gazdagodott az írásrendszer.
A grafémákat alapvetően fentről lefelé, kettős oszlopokba írták, ám sokszor eltértek ettől a szabálytól, ami a legtöbbször a különböző képi ábrázolásoknak tulajdonítható. Általában egy lexémát vagy szót egy hieroglifa blokkba írtak, és ettől csak a klasszikus korszak legvégén tekintettek el, főleg Chichén Itzában. A feliratok számos és eltérő anyagú tárgyra íródtak, mint mészkőstukkó, kő, csont, fa, kerámia, kódexlap, jádekő, obszidián, textil stb. A rendkívül csapadékos időjárás miatt a fennmaradt feliratok elsősorban égetett polikróm kerámiákon (mintegy 8-9000 darab) és mészkőstukkóval beborított kőemlékeken (sztélék, oltárok, panelek, áthidaló gerendák stb., kb. 2-3000 darab) találhatóak. A kerámia feliratok témája változatos, ám megfejtésük csak az utóbbi évtizedben került a kutatás középpontjába, ellentétben a kőemlékekkel, melyek dokumentálása egészen a 18. század végéig nyúlik vissza.
A feliratok, a három posztklasszikus kori (950-1550 között) kódex kivételével, mind úgynevezett felszentelési feliratok, azaz valamely épület vagy tárgy dedikálását örökítik meg. Ez gyakorlatilag a legelső feliratok hatását tükrözi, amelyek apró és mesterien faragott jádeköveken (kaywak), fülbevalókon (tupaj) vagy éppen nyakláncokon (uh) jelentek meg és az adott tárgy elkészültének évét rögzítették, illetve feltüntették tulajdonosa nevét. Ebből a hagyományból eredt, ma még nem teljesen tisztázott fejlődés következtében, a sztélék (lakam tun) felszentelésének szokása. Ezek általában a városok közterein álltak, és a maja naptárban meghatározott legfontosabb ciklusok szerint (2 és fél, 5, 10, 15 vagy 20 évente) emelték őket. Az ezeken található feliratok a sztélé felszentelésével kezdődnek, majd megnevezik a felszentelést végrehajtó vagy azt patronáló személyt, annak rangjait, családi kapcsolatait, illetve a maja elit számára fontosnak ítélt korábbi tetteit, mint háborúk, házasság, más városok nemeseivel való találkozók, és hasonlók.
Korábban a kutatók úgy gondolták, hogy a feliratok kivétel nélkül az uralkodókat említik (ajaw vagy kuhul ajaw: isteni úr), de ma már egyre nyilvánvalóbb, hogy rengeteg más magas rangú személy is saját feliratokat emeltetett (aj k'uhun, ti' sak hun, sajal stb.). Ma még az egyes rangokat jelölő terminusok nagy része fordításra vár, és csak nemrégen állapították meg egyes kutatók, hogy számos magas rangú papi cím is található a szövegekben.
A feliratok szintén sok adatot tartalmaznak a klasszikus kori vallásról, kozmogóniáról és a szertartásokról, amelyek továbbélése egészen a 16. századig nyomon követhető, sőt sok elem a mai maják erősen szinkretikus vallási hagyományaiban is fellelhető. Ezenkívül az egyik legfigyelemreméltóbb jelenség az, hogy a klasszikus korszak második szakaszából (600-900) számos szobrász és kőfaragó (aj uxul) nevét ismerjük, hiszen szignálták alkotásaikat. Egy-egy sztélén nem ritkán 8-10 személy is dolgozott, a főszobrásztól kezdve az egyszerű tanoncokig. Egyes mesterek 20-30 éven át is aktívak voltak, legalábbis a ma fennmaradt alkotások alapján. Több adat arra utal, hogy mesterek és tanítványaik szorosan kötődtek az uralkodók udvaraihoz, és egy nemes presztízse növekedett, ha sikerült elérnie, hogy feliratát egy híres kőfaragó készítse.
Itt kell megemlíteni a nagy számú kerámia feliratokat is, melyek az adott kerámia típus felszentelését örökítették meg, ám sokszor magyarázó szövegek is megjelennek a gyönyörű festményeken, melyek az ábrázolt személyek neveit, illetve a képen látható eseményeket írják le.
A nagyszámú feliratos kerámiát a maják annak megfelelően, hogy mit tároltak benne, kategóriákra osztották, így például (a teljesség igénye nélkül):
1 a kukorica lepények (waj) számára való lapos tálak (lak vagy ritkán we'ib)
2 különböző módon erjesztett kakaós italok edényei (k'an kakaw, ixim te'el kakaw, tzihil kakaw stb.)
3 kukorica italt (ul) vagy pulquét (chih) tartalmazó ivóedények (uk'ib)
Míg a közterületeken álló feliratok elsősorban az uralkodók legfőbb tetteit ábrázolták és jegyezték fel, addig a kerámiák az udvari élet titkaiba engednek bepillantást, mint az ünnepek, öltözködés, szerelem, ételek és italok készítése, követségek fogadása, illetve rengeteg mitológiai történet, melyek sokszor csak ezeken a kerámiákon maradtak fenn.
A sztélékhez hasonlóan a kerámiafestők (aj tz'i[h]b) is ránk hagyták nevüket, amelyek alapján sikerült a régészeknek több műhelyt beazonosítani. A polikróm festett kerámiák rendkívüli státuszt kölcsönöztek az őket birtokló, illetve adományozó személyeknek, és ajándékként szolgáltak az uralkodók, vagy a nemesek közötti cserében. Ezek sokszor sírokból kerülnek elő, igazolva, hogy elkísérték tulajdonosaikat a másvilágra is.
A feliratok azonban sok mindent nem tartanak fontosnak megemlíteni, így például nem sokat tudunk meg belőlük a klasszikus kori gazdaság szerkezetéről, a nem nemesek életéről vagy a kereskedelemről, mely utóbbi fontos szerepet játszott az uralkodók életében. Valószínű, hogy ezen információk a mára már teljesen eltűnt kódexekben kerültek lejegyzésre, amelyek létezéséről néhány, ma már olvashatatlan régészeti leleten kívül, csak a polikróm kerámiák festményein kódexet olvasó vagy író írnokok képe tanúskodik.

## Megfejtése
A maja írás megfejtése hosszú és nehéz folyamat eredménye. A 19. században és a 20. század elején a tudósok megfejtették a számok (meglehetősen egyszerűen olvasható) rendszerét, valamint a csillagászati szövegek és a naptárrendszer egyes részeit.
Az 1930-as években Benjamin Whorf néhány publikált illetve nem-publikált tanulmányban javaslatot tett fonetikai elemek azonosítására a maja szövegekben, azonban kísérletei az ennek alapján való előrelépésre hibásak voltak. Alapgondolata azonban időtálló maradt. Hasonló vonalon indult el Jurij Valentyinovics Knorozov szovjet-orosz tudós is a második világháborút követően. Eredményei nyomán döntő áttörésre került sor a maja nyelv megfejtésében, különösen azzal, hogy rámutatott: a Diego de Landa püspök által összeállított ábécé nem betűjeleket, hanem szótagjeleket tartalmaz. Knorozov és követői fejlesztették a megfejtés módszereit és az 1980-as évekre bebizonyosodott, hogy szinte minden jelentős maja szöveg megfejthető.

## A maja szövegek tartalma

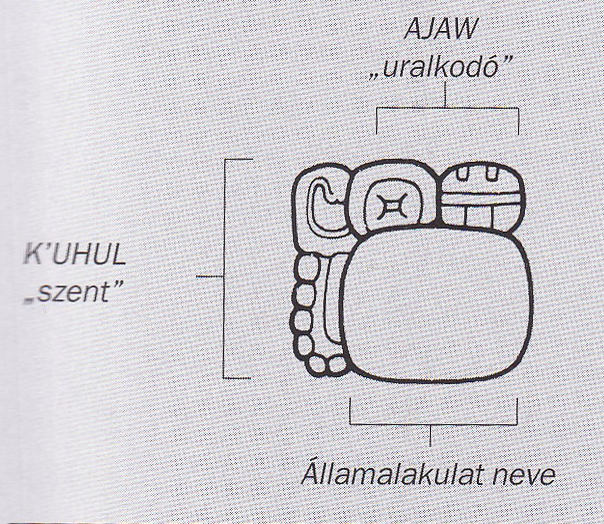
A különböző kis maja államok feliratai hasonló szerkezetben, de egyedi vonásokkal közölték az uralkodóik nevét

A legtöbb szöveget valószínűleg romlandó anyagokra írták. Híresek voltak a maják fakéregből készült papírra írt kódexei, amelyekből négy darab maradt fenn, és mind a posztklasszikus korban készült, egyik sem történelmi munka.
A maja szövegek lejegyzői a társadalomban előkelő helyet foglaltak el, őket a festés embereinek (aj tz'ib) nevezték. Eredetileg ecsettel dolgoztak, munkájukat néhány falfestmény és rengeteg kerámia őrizte meg.
A fennmaradt maja szövegek kizárólag az uralkodók tetteivel, leginkább győzelmeikkel és ügyes-bajos dolgaival foglalkoznak. A vereségekről általában a feliratok hiánya, avagy a győztes fél feliratai tanúskodnak. A szövegek tömörek és unalomig ismétlődő formulákat alkalmaznak. A társadalomról, gazdaságról közvetlenül semmit nem lehet megtudni belőlük, személyes vallomások, eleven vagy költői megfogalmazások sem fordulnak elő.
A maja írás egyik legnagyobb értéke, hogy az események időhöz kötése, a maja naptár alkalmazása révén egyedülálló részletességgel tárhatók fel az események dátumai.

## A maja szövegek átírása és kiejtése
A maja nyelvek közös eleme az úgynevezett gégezárhang. A hangszálak ilyen hirtelen összehúzódása különbözteti meg például a föld jelentésű kab szót
a glottalizált k'ab-tól, amelynek jelentése kéz. A különbséget írásban is feltüntették (k'a, k'e, k'o stb.). A b hang a maja nyelvekben mindig glottalizált, de az utóbbi időkben (20. század végétől) ezt már nem jelölik külön aposztróffal. A magánhangzó típusa is fontos, és a friss kutatások szerint ezt is jelölték írásban.
A Simon Martin és Nikolai Grube majakutatók által is használt átírási rendszer a hosszú magánhangzókat kettős betűvel jelöli, megkülönböztetve például a nagy vagy vörös jelentésű chak szót az Esőistenre utaló chaak-tól. A maják különbséget tettek a kemény és a lágy h hang között is, az előbbinek az angolban a legközelebbi
megfelelője a loch (tó) hangsúlyos h-ja, míg az utóbbinak a house (ház)
elején ejtett gyenge h.
A 21. század elején nemzetközileg elfogadott átírási rendszerben a j betű jelzi a kemény vagy veláris h hangot (vagyis a ja szótag hangsúlyos h-val ejtendő, míg a ha szinte némával). A maja neveknél az x betű az „s” hangjele, vagyis a yax szótag megközelítő kiejtésel „jas”, a ch pedig „cs”-nek ejtendő.
A helynevek egy része megőrizte a régebbi átírási rendszerben kapott alakját, amelyben
a c betű „k”-nak ejtendő, az u pedig „v”-nek (Uaxactún helyes kiejtése tehát „Vasaktun”).
Sok régészeti lelőhely a spanyol nevén vált ismertté, de a spanyol kiejtési szabályok megegyeznek az említettekkel, Vagyis a Naranjo j betűje szintén erős „h”-nak ejtendő.
Két, maja összefüggésben is gyakran előforduló, nem maja eredetű név kiejtése eltér ezektől a szabályoktól. Oaxaca és Teotihuacan helyes kiejtése „Oahaka” és „Teotivakán”.